# Аллегро (детектор гравітаційних хвиль)
Аллегро — колишній наземний кріогенний резонансний брусок Вебера, детектор гравітаційних хвиль, керованим Уорреном Джонсоном та іншими в Університеті штату Луїзіана в Батон-Руж, США. Працював з початку 1990-х років до 2008 року.

## Механічна конструкція
Резонансний брусок в Аллегро складався з 2300 кг алюмінію і мав довжину 3 метри. Підвішений у кріогенному вакуумному резервуарі при температурі 4,2 К, він мав власну резонансну частоту 904 Гц (найнижча поздовжня мода).
Деформація бруска вимірювалась шляхом з'єднання другої, набагато легшої, підвішеної маси з основною, важчою масою у вигляді механічного трансформатора на тій самій резонансній частоті. Малі рухи первинної маси мали породжувати набагато більші рухи в меншій масі. Диференціальне зміщення двох мас реєструвалось за допомогою індуктивного перетворювача та підсилювача (надпровідний квантовий інтерференційний прилад).

## Співпраця з LIGO
Через близькість до детектора Лівінгстона LIGO (одного з трьох великомасштабних лазерних інтерферометричних детекторів) Аллегро співпрацював з LIGO під час четвертого наукового циклу LIGO.